# Ритм-энд-блюз (рестлинг)
«Ритм-энд-блюз» (англ. Rhythm & Blues) — команда рестлеров, состоявшая из Хонки-тонк Мена и Грега Валентайна. Они выступали во Всемирной федерации рестлинга (WWF, ныне — WWE) в 1988—1991 годах, позже — в течение короткого времени в независимых промоушенах.

## История

### Предпосылки
Хонки-тонк Мен и Грег Валентайн оба были в числе рестлеров, промоутируемых в WWF Джимми Хартом, оба были обладателями пояса интерконтинентального чемпиона WWF. Грег Валентайн также ранее держал пояс командного чемпиона WWF, который они завоевали вместе с Брутусом Бифкейком, являясь частью «Команды мечты», существовавшей в 1985—1988 годах, в которую кроме них входил ещё Дино Браво.

### Команда
В 1988 году «Основание Хартов» (Брет Харт и Джим Нейдхарт) совершили фейс-тёрн и начали фьюд против своего бывшего менеджера Джимми Харта, который стал менеджером команды «Изумительные Ружо». Хонки-тонк Мен и Грег Валентайн объединились в команду, изначально названную «Двойные неприятности» (англ. Double Trouble). Анонсеры в основном пренебрегали этим названием при представлении команды на ринге, чаще объявляя их просто: «Грег „Молот“ Валентайн и Хонки-тонк Мен», либо наоборот. Команда была создана для того, чтобы противостоять «Основанию Хартов» на пятой Рестлмании, в котором принимали участие две команды, выставленные Джимми Хартом (вторая — «Изумительные Ружо» против Бушуокеров). Бой на Рестлмании начали Хонки-тон Мен и Брет Харт. Хонки-тонк Мен и Грег Валентайн по ходу матча менялись чаще, чем Брет Харт и Джим Нейдхарт. В какой-то момент, когда Брет Харт собирался удержать Хонки-тонк Мена, вмешался Грег Валентайн, за что рефери начал ему выговаривать. В это время, находящийся за рингом Джим Нейдхарт взял мегафон, забытый на краю ринга убежавшим от него Джимми Хартом, и бросил его Брету. Брет, поймав мегафон, ударил им Хонки-тонк Мена, после чего состоялось удержание. Вновь подоспевший на подмогу Валентайн не успел разбить удержание до третьего удара рефери. После проигрыша Хонки-тонк Мен и Грег Валентайн сосредоточились на своих личных фьюдах с Джимми «Суперфлаем» Снукой и «Суровым» Ронни Гарвином соответственно.
После того, как в 1990 году «Изумительные Ружо» покинули WWF, Джимми Харт более сосредоточивается на команде Хонки-тонк Мена и Грега Валентайна. Он придумывает название «Ритм-энд-блюз», а также вносит изменения в образ Грега Валентайна. Валентайн всегда был блондином, выступал в традиционной борцовской одежде, без гиммика. Но, когда образовалась команда, Валентайн начинает красить волосы в чёрный цвет и носить белый жакет, получая тем самым оттенки стиля Элвиса. Также у него была гитара, на которой он, впрочем, не умел играть. Комментатор Горилла Монсун назвал Валентайна «Бокскаром» (в переводе с англ. Boxcar — «товарный вагон»), когда увидел его новый облик (скорее всего из-за схожести с американским музыкантом Бокскаром Вилли). Как комментатор, Родди Пайпер однажды заметил, что «если бы тот умер, то Элвис восстал бы из своей могилы». В интервью World Wrestling Insanity Хонки-тонк Мен утверждал, что название для команды было предложено Риком Рудом.
Один из наиболее запоминающихся эпизодов с их участием произошёл на шестой Рестлмании, когда они появились у ринга на розовом «Кадиллаке», управляемым неизвестным тогда ещё Даймондом Далласом Пэйджем. На ринге Хонки-тонк Мен и Грег Валентайн презентовали зрителям их новую музыкальную тему — «Hunka Hunka Honky Love». После того, как Хонки-тонк Мен, Грег Валентайн, Джимми Харт и две сопровождавшие их девушки на ринге исполнили песню под «минусовку», на ринге появились Бушуокеры, при этом вышеупомянутые лица быстро оттуда ретировались. Две гитары оказались забыты на ринге, и Бушуокеры с нескрываемым удовольствием разломали их. Фьюд двух команд продолжился до лета 1990 года и далее до тех пор, пока «Ритм-энд-блюз» осенью не попытались оспорить пояса командных чемпионов WWF, владельцами которых в то время были «Основание Хартов». Команда имела несколько хороших шансов на обладание поясами, но каждый раз что-то мешало им заполучить их.
В 1990 году на Survivor Series, «Ритм-энд-блюз» стали частью «Миллионодолларовой команды» (англ. Million Dollar Team) Теда Дибиаси, вместе с самим Дибиаси и его «таинственным» партнёром — дебютирующем в WWF Гробовщиком. Нужно это было для полноценного противостояния с «Командой мечты» (англ. Dream Team) Дасти Роудса, состоящей из самого Роудса, «Основания Хартов» и Коко Б. Уэйра. В матче Хонки-тонк Мен был удержан Джимом Нейдхартом, Грег Валентайн потерпел сворачивание от Брета Харта, победителем стал Тед Дибиаси, удержавший Брета.

### Распад
Ближе к концу 1990 года между Хонки-тонк Меном и Грегом Валентайном стали возникать разногласия из-за того, что Валентайн устал от вмешательства Джимми Харта в их матчи. Это должно было стать началом фьюда между ними, но в январе 1991 года Хонки-тонк Мен покинул WWF.
В некоторый момент, когда Грег Валентайн и Хонки-тонк Мен оба уже не работали в WWF, они воссоединились ради выступления в Northern States Wrestling Alliance (NSWA), где они завоевали пояса командных чемпионов по версии этого промоушена.

## Разное
В 1998 году Хонки-тонк Мен и Грег Валентайн появились в клипе на песню «How Many Times?» хип-хоп дуэта Insane Clown Posse. Помимо них в этом клипе снялись Бушуокеры.

## В рестлинге
- Командные финишеры

- Double belly to back suplex
- Удар гитарой (оба)

- Финишеры Хонки-тонк Мена

- Shake, Rattle and Roll (Swinging neckbreaker с танцами)

- Финишеры Грега Валентайна

- Figure four leglock

- Менеджер

- Джимми Харт

## Награды и достижения
- Northern States Wrestling Alliance

- Командные чемпионы NSWA